# Socialdemokratiska studenter (kårparti, Stockholm)
Socialdemokratiska studenter (S-studenter), kårparti vid Stockholms universitet med anknytning till Socialdemokratiska Studentklubben i Stockholm och därmed till Socialdemokratiska studentförbundet. Partiet har, med något olika namn och med endast enstaka undantag, ställt upp i kårvalet varje år sedan 1968 och därmed varit representerat i Stockholms universitets studentkårs kårfullmäktige under flera decennier. Av alla kårpartier vid Stockholms universitet har S-studenter därmed varit verksamma under längst period.
Ordförande för kårpartiet Socialdemokratiska studenter vid Stockholms universitet har varit: 
- 2003/2004 Niklas Smith
- 2004/2005 Anna Ullström
- 2005/2006 Linda B Larsson
- 2006/2007 Linda B Larsson
- 2007/2008 Gardar Björnsson
- 2008/2009 Gardar Björnsson
- 2009/2010 Arsalan Karimi
- 2010/2011 Erik Arroy
- 2011/2012 Erik Arroy
- 2012/2013 Ebba Ringborg
- 2013/2014 André Beinö